# Amor a la siciliana
Amor a la siciliana (italià: In guerra per amore) és una pel·lícula de comèdia italiana del 2016 dirigida per Pif. S'ha doblat i subtitulat al català.

## Repartiment
- Pif com a Arturo Giammarresi
- Miriam Leone com a Flora Guarneri
- Andrea Di Stefano com a Philip Catelli
- Stella Egitto com a Teresa
- Vincent Riotta com a James Maone
- Maurizio Marchetti com a Don Calò
- Mario Pupella com a Don Tano
- Aurora Quattrocchi com a Annina